# ビルケント大学
ビルケント大学（ビルケントだいがく、トルコ語: Bilkent Üniversitesi）は、トルコの首都アンカラにある私立大学である。AACSB認定校。

## 出身者
- 澤江史子（トルコ政治研究者、上智大学教授）